# Sal (Auray)
Der Sal ist ein Fluss in Frankreich, der im Département Morbihan in der Region Bretagne verläuft. Er entspringt im Gemeindegebiet von Grand-Champ, entwässert generell in südwestlicher Richtung im Regionalen Naturpark Golfe du Morbihan und unterquert östlich der Stadt Auray die autobahnähnlich ausgebaute Route nationale N165. Ab hier ist der Fluss bereits den Gezeiten ausgesetzt und bildet einen etwa sechs Kilometer langen Mündungstrichter, der mit dem Namen Rivière de Bono bezeichnet wird. Er mündet schließlich nach insgesamt rund 24 Kilometern an der Gemeindegrenze von Bono und Pluneret als linker Nebenfluss in den Mündungstrichter des Flusses Auray.

## Orte am Fluss
(Reihenfolge in Fließrichtung)
- Plescop
- Plougoumelen
- Bono

## Sehenswürdigkeiten
- Hängebrücke aus dem 19. Jahrhundert über den Fluss beim Hafen von Bono – Monument historique[3]